# Why Make Sense?
Why Make Sense? è il sesto album in studio del gruppo di musica elettronica inglese Hot Chip, pubblicato nel 2015.

## Tracce
1. Huarache Lights – 5:29
2. Love Is the Future – 4:31
3. Cry for You – 4:18
4. Started Right – 3:43
5. White Wine and Fried Chicken – 3:00
6. Dark Night – 5:27
7. Easy to Get – 5:10
8. Need You Now – 4:45
9. So Much Further to Go – 3:12
10. Why Make Sense? – 5:14